# 稻垣滿次郎

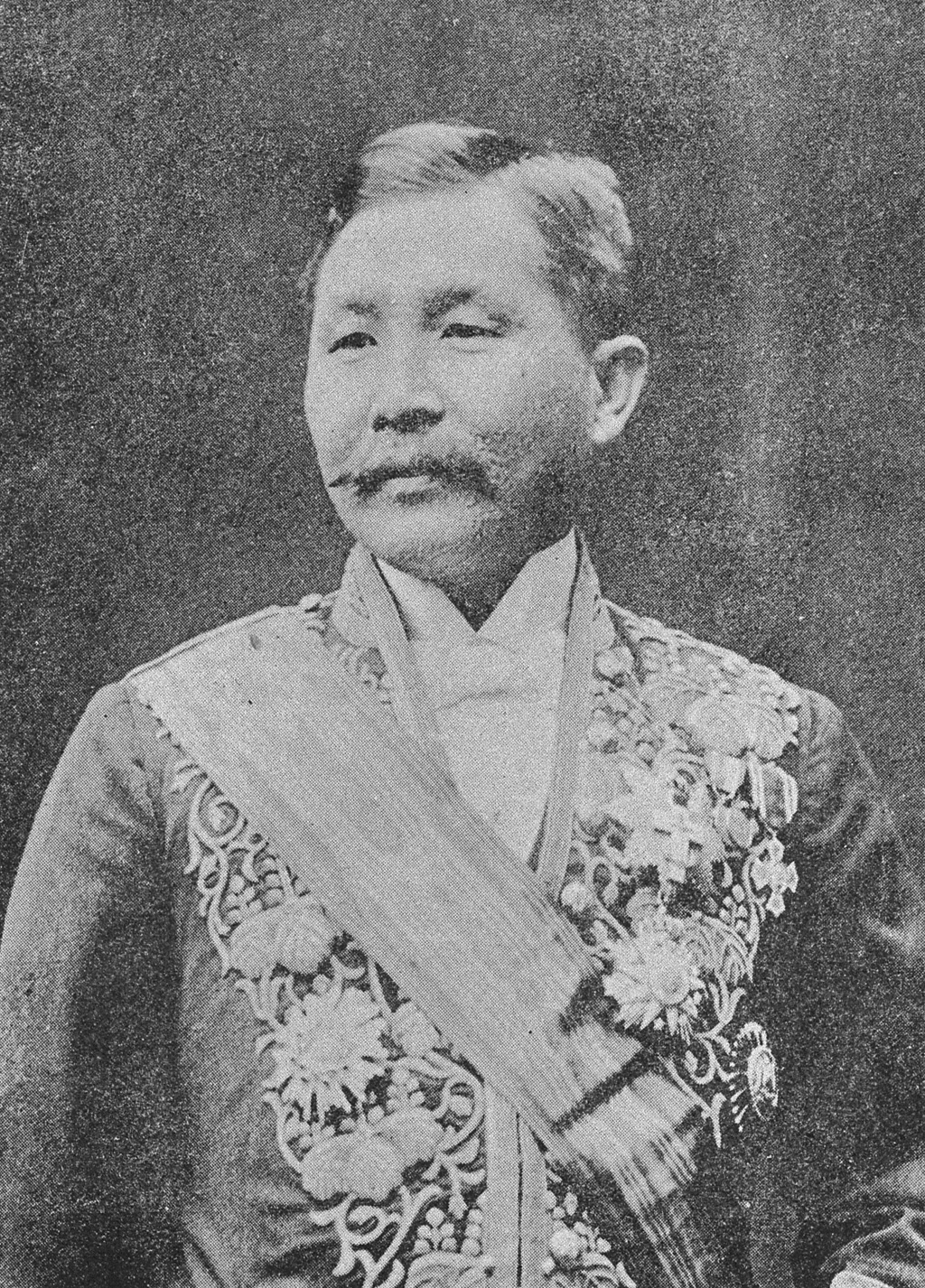
稻垣滿次郎

稻垣滿次郎（1861年10月29日—1908年11月25日）是一名明治時代的日本外交官，曾經著書提倡南進論。

## 簡歷
稻垣於肥前国松浦郡平戶（現今的長崎縣平戸市）出身，父親為平戶藩同藩勘定奉行的天野勇衛。就讀藩立学校維新館、鹿兒島私学校後，1882年（明治15年）入讀東京大学文學部。翌年受東京大学明治十六年事件牽連，改為到英国劍橋大學岡維爾與凱斯學院留學，師從歷史學家約翰·羅伯特·西利。他又在大學裡創立日本人俱樂部，研究英国紳士的禮貌。他又曾經說服大學校董會，讓他在入學考試中得寬免希臘語考試。
畢業後，擔任學習院・高等商業学校的兼任講師。1891年有份創立東邦協会，進入外務省、赴暹羅（今泰國）擔任幹事長。1897年（明治30年）3月，他隨著日本駐暹羅公使館開館而出任駐辦公使、1903年（明治36年）則晉升為日本第一代駐暹羅特命全權公使。1907年（明治40年）調任為日本駐西班牙公使，翌年於西國首都馬德里病逝。

## 評價
近代日本初代思考地緣政治人物，多次提出確保南北航道暢通和要有海洋國家的思維。

## 榮典
- 1908年（明治41年）11月25日 - 從三位[2]

## 著作
- Japan and the Pacific and the Japanese View of the Eastern Question, 1890 (London: T. Fisher Unwin)
- 『貴族論』稲垣満次郎著、東京・稲垣満次郎、1891年（明治24年）第1冊 4月20日 鹿鳴館、第2冊 5月18日 伯爵会
- 『西比利亜鉄道論』稲垣満次郎著、東京・哲学書院、1891年（明治24年）8月初版、12月2版 （页面存档备份，存于）
- 『対外策』稲垣満次郎述、東京・博文堂、1891年（明治24年）10月
- 『商工業対外策』稲垣満次郎演説、大阪・図書出版会社、1892年（明治25年）2月
- 『対外策之岡山』稲垣満次郎演説、前川啓太郎筆記、岡山・前川啓太郎、1892年（明治25年）6月
- 『教育之大本』稲垣満次郎著、東京・哲学書院、1892年（明治25年）9月
- 『東方策結論艸案 上』稲垣満次郎著、東京・哲学書院、1892年（明治25年）9月
- 『南洋長征談』稲垣満次郎著、東京・安井秀真、1893年（明治26年）5月
- 『貴族論』稲垣満次郎著、東京・稲垣満次郎、1894年（明治27年）5月
- 『外交と外征』稲垣満次郎著、東京・民友社、1896年（明治29年）4月

## 外部連結
- 稲垣万次郎肖像 （页面存档备份，存于）（国会図書館ウェブサイト）